# Grupo de Bleau
Grupe de Bleau (ou GDB ou Bleausards) era o nome porque ficou conhecido um grupo de varapistas da região de Paris que se vinha treinar à Floresta de Fontainebleau e dos quais faziam parte : Bobi Arsandaux, Pierre Allain, Jean Deudon, Marcel Ichac, Jean Leininger e Jean Carle 